# Wa Municipal

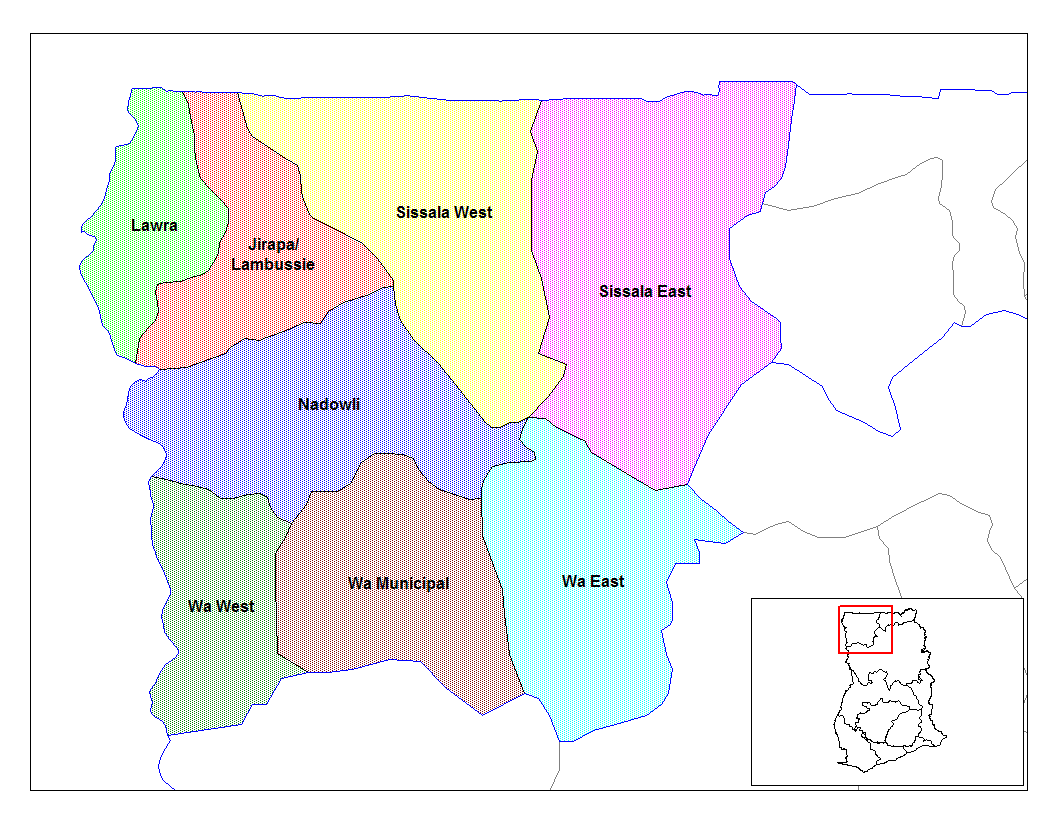
Distritos do Alto Ocidental

O Distrito de Wa Municipal é um dos oito distritos localizado no Alto Ocidental, uma das Regiões do Gana.